# 富小路通慶
富小路 通慶（とみのこうじ みちよし、生没年不明）は、室町時代後期の武士・医師。官位は石見守。

## 概要
富小路家の系図には二条道平を祖とする偽作された系図と醍醐源氏流一条家諸大夫源久任に繋がる系図の2種類が存在する。後者の系図によると富小路俊通は実は「浄土寺門跡侍法師石見法橋某」の子であるとされており、これが通慶である。
長禄2年（1458年）6月には、「梶井殿富小路方」が所領問題で摂津国大蔵寺から訴訟を起こされている。「富小路」が誰であるか判明しないが、通慶かその同族と考えられる。また、同年には資金を欲していた九条政忠に対して播磨国安田荘高田郷の売却を条件に資金を提供している。翌3年（1459年）には尾張国二宮社領の代官となっている。寛正4年（1463年）6月には、紹慶庵敷地の押領について梶井門主の義承が訴えており、その裁可の礼の使者として「富小路」が蔭涼軒主の季瓊真蘂のもとを訪れている。
康正から寛正年間（1455年〜1466年）にかけて成立した『経覚私要鈔』によると、通慶は九条政忠・政基親子に接近したことが確認できる。また九条家家政を代行した安位寺経覚に対しても、祇園会見物に招待したり、足利義政任大臣奏慶行列見物にて招引したりしている。その待遇は「御飯以下以外結構也、其後有一献以下、江瓜・丹瓜尽数」と経覚を感嘆せしめる程豪華であり、応仁（1467年〜1469年）以前の通慶はすでに裕福であったことがわかる。通慶は医師としても活動しており、その報酬と荘園代官請負への投資などによって資金を増やしていたと考えられる。後に富小路家が抱えた所領問題は、潤沢な資金を門跡に投資融資して寺領に権利を得るようになったことで発生するようになった。そのように財力を蓄えることで、子の俊通や孫の資直の公家社会入りを準備していた。
子の俊通が義材の昵懇の公家である葉室光忠への取次という地位に昇ることができたのは、俊通が通慶の子であったことと関連していると考えられる。『経覚私要鈔』によると通慶は寛正年間（1460年〜1466年）まで活動が確認できる。その頃の浄土寺門主は嘉吉3年（1443年）に同寺に入室した義尋（後の足利義視）であり、通慶は義尋に侍法師として仕えていたと推測でき、俊通が美濃国の人物を臨川寺の住持に推薦していたり、文明18年（1485年）3月には土岐成頼の娘の診療のために下向していたりするのも、義視・義材と共に美濃国となんらかの関係を有していたからであると考えられる。
通慶は医師としても活動しており、宝徳4年（1452年）6月2日には九条成家の母・堀川局を、康正7年（1457年）5月20日と同年6月2日には九条政忠を、寛正3年（1462年）5月12日と同5年（1464年）5月26日には安位寺経覚を診察している。3名は九条家に関する人間であり、通慶が九条家の庇護をもって公家社会内で成長したことの表れである。